# Agila I
Agila I, Agila, anche in spagnolo e in portoghese, Aquila in catalano, è chiamato anche Achila (... – Mérida, 555), è stato re dei Visigoti dal 549 al 554.

## Origine
Agila era di nobile famiglia visigota, di cui non si conoscono gli ascendenti. 

Il Diccionario biográfico español, Real Academia de la Historia, riporta che Agila rappresentava la nobiltà visigota, che dopo il 507 (Battaglia di Vouillé) era stata messa in ombra, in quanto il regno visigoto fu governato da Teodorico il grande e dai suoi rappresentanti ostrogoti.

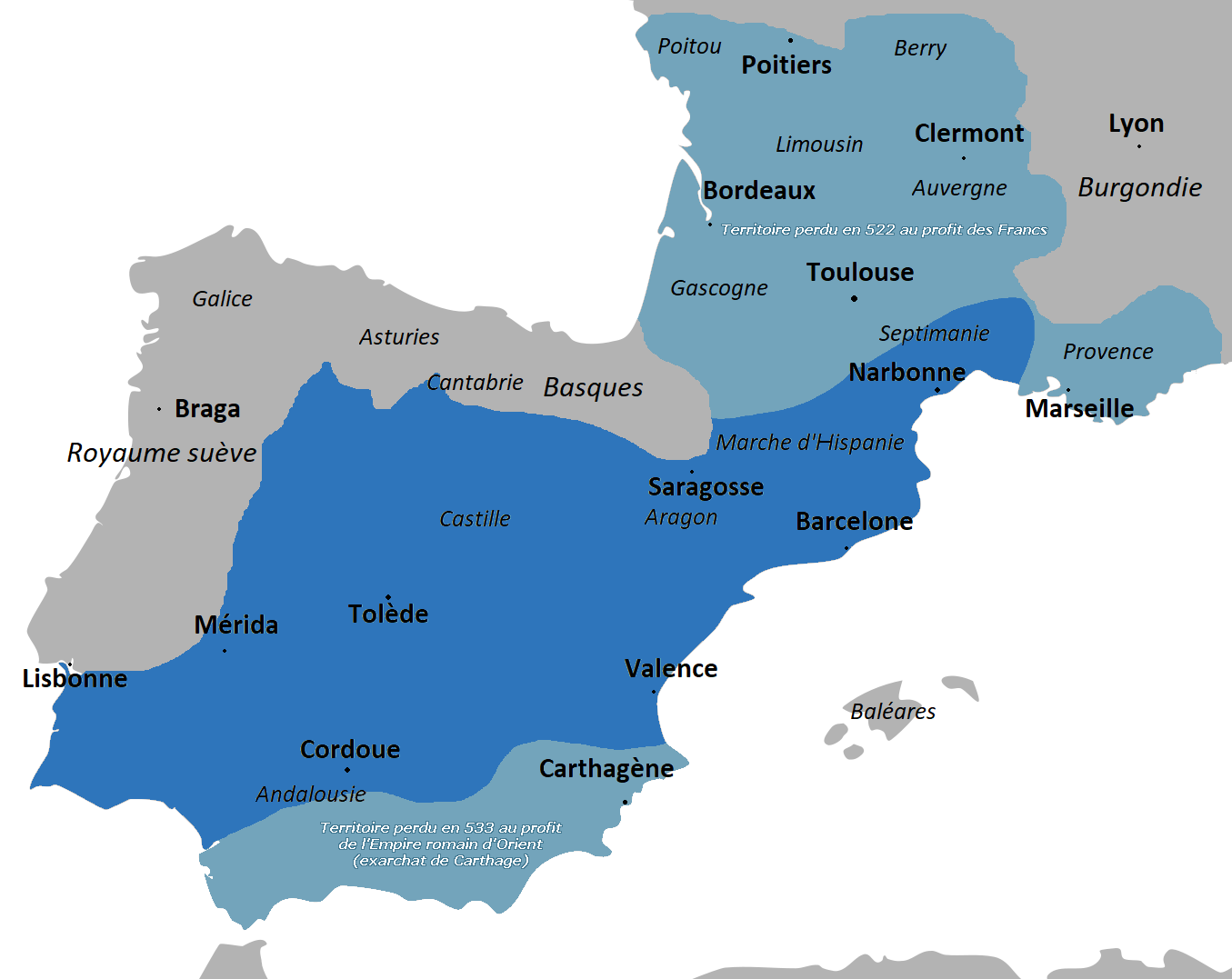
In blu il regno dei Visigoti durante il regno di Agila I

## Biografia
Il suo predecessore, Teudiselo, fu ucciso nel palazzo di Siviglia a metà dicembre del 549, durante un banchetto, a causa del suo comportamento immorale con le mogli di diversi nobili, rd il fatto viene riportata sia da Isidoro di Siviglia, che dal Chronicon Albeldense; mentre Gregorio di Tours riporta che, durante un banchetto fu ucciso con le spade; infine Giordane riporta che fu ucciso dai suoi.

Il Chronica Regum Visigotthorum cita Teudiselo, confermando che fu re per un anno, sei mesi e tredici giorni (Theudiselus regnavit annum I meses VI et dies XIII); il Chronicon Albeldense conferma che Teudiselo regnò un anno, regnò in pace con la chiesa, concedendo il vescovado a Toledo, contrastò i Franchi e fu ucciso nel suo palazzo.
Agila, in quello stesso anno (549) succedette a Teudiselo, come riporta Isidoro di Siviglia.
Nel 550, Agila tentò di completare l'asservimento della Betica (che per buona parte non era sotto il controllo diretto del governo visigoto, ma sin dai tempi dell'imperatore d'occidente Maggioriano, 460 circa, era governata dai nobili ispano-romani); ma davanti alla città di Cordova, nel primo scontro con gli andalusi, l'esercito reale fu sconfitto ed il re, oltre al grosso dell'esercito, perdette l'unico figlio di cui si conosce l'esistenza ed il tesoro reale; la disfatta fu attribuita, dai cronisti del tempo, ad una punizione divina, a seguito della profanazione della tomba del martire Arcisclo (martirizzato a Cordova assieme alla sorella Vittoria) ed alla sua ostilità nei confronti della popolazione cattolica, il nucleo principale della popolazione ispano-romana, come conferma anche Fontaine Jacques nel suo scritto Isidoro de Sevilla: El hermano menor de un gran hermano mayor.

Questi avvenimenti sono riportati da Isidoro di Siviglia, che inoltre ci informa che Agila fu costretto a ritirarsi dalla Betica ed a rifugiarsi in Lusitania, nella città di Merida, mentre Gregorio di Tours riporta che vi fu una ribellione.
Dato che, nello stesso periodo, Agila dovette subire altre ribellioni ed un attacco di Vasconi, nel 551, approfittando della situazione, Atanagildo, un nobile visigoto  di Siviglia, capitale della Betica, molto probabilmente discendente dai Balti, che aspirava alla corona, si ribellò, come confermano Isidoro di Siviglia e Giordane. Comunque, anche se non è provata, sembra che tra Siviglia e Cordova vi fosse un'intesa; ma, nel primo anno di guerra, la situazione non fu molto favorevole ai ribelli.
Atanagildo si ritirò a Malaga, ultima roccaforte dei ribelli, dove fu nuovamente sconfitto e dovette rifugiarsi a Cordova.
Agila, che nel frattempo si era riorganizzato, poteva considerarsi tranquillo, in quanto la ribellione era stata domata, ma, al nord, oltre ai Vasconi si stavano muovendo anche gli Svevi, gli Asturiani ed i Cantabrici.
Però nel 553, la guerra civile riprese e, nel 554, l'usurpatore Atanagildo, contro Agila I, che continuava a perseguitare i cattolici chiese l'appoggio del maggior sovrano ortodosso, Giustiniano I, imperatore bizantino, che inviò un esercito (probabilmente dall'Italia), sotto il comando del generale Liberio, ed una flotta; l'arrivo di Liberio viene confermato anche da Giordane.

Altri cronisti sostennero che Giustiniano appoggiò Agila, ma è poco probabile.
Comunque l'esercitò bizantino, attraversata la Gallia, puntò su Siviglia, che occupò, dopo che la flotta aveva sbarcato truppe bizantine nel sud ovest della penisola iberica e in poco tempo sconfissero Agila e occuparono le città di Cartagena, Malaga e Cordova.

L'esercito bizantino, e lo stesso Atanagildo, che molto probabilmente era segretamente cattolico, furono aiutati dalla popolazione locale e ci fu accordo tra i Bizantini e Atanagildo che gli cedette una parte del territorio, le attuali Andalusia e Murcia.
Agila fu nuovamente sconfitto a Siviglia dalle forze alleate e costretto nella sola Lusitania, nella città di Merida, mentre l'usurpatore, Atanagildo ma soprattutto i Bizantini, con il favore della popolazione ispano-romana, andavano ingrandendo i loro territori. Giustiniano si trovò ad avere un grande potere nella penisola iberica e Liberio oltrepassò i confini concordati con Atanagildo.
I Visigoti si accorsero a quel punto del grave pericolo che li sovrastava e posero fine ai disaccordi interni e quasi tutta la nobiltà visigota elesse re l'usurpatore Atanagildo, per eliminare un contendente e fare fronte comune contro il nuovo pericolo, costituito dai Bizantini.

Agila fu infatti assassinato a Merida, nel 555, da visigoti della sua stessa fazione, che appoggiarono Atanagildo, come confermano Isidoro di Siviglia, Gregorio di Tours ed il Chronicon Albeldense.

Il Chronica Regum Visigotthorum cita Agila I, confermando che fu re per cinque anni, sei mesi e tredici giorni (Agila regnavit annos V menses VI et dies XIII); il Chronicon Albeldense conferma che Agila regnò cinque anni, subì la ribellione di Cordova, dove fu sconfitto perse il figlio e il tesoro del regno e fu ucciso dai suoi.
Ad Agila I succedette Atanagildo, come riporta Isidoro di Siviglia.

## Discendenza
Non si hanno precise notizie su un'eventuale moglie di Agila, comunque Agila non lasciò alcun erede.

Sia Isidoro di Siviglia che il Chronicon Albeldense senza precisare se avuto da una moglie o da una concubina, citano un figlio maschio di cui non si conosce il nome, che morì, nel 550, durante la battaglia combattuta contro gli ispano-romani cattolici, davanti alla città di Cordova.